# Давидовська Наталя Вікторівна
Ната́лія Ві́кторівна Давидо́вська (4 грудня 1953, Київ — липень 1995, Львів) — українська поетеса. Член Спілки письменників України.

## Життєпис
Походила з родини службовців, вихідців із Буська. З 9 років мешкала у Львові, де закінчила середню школу, працювала на Львівському заводі телеграфної апаратури, навчалась три роки на філологічному відділенні Львівського державного університету ім. І. Франка.
У 1973—1978 роках навчалася в літературному інституті ім. М. Горького у Москві.
Протягом 1978—1980 років працювала на різних посадах у газеті «Молодь України», журналі «Піонерія», видавництвах «Молодь» та «Радянський письменник».
1986 року повернулася до Львова, де спочатку займалася журналістикою, а потім перейшла на творчу роботу.
Перші вірші були надруковані в журналах «Жовтень» і «Ранок», альманасі «Вітрила». У різних видавництвах вийшли збірки «Очевидець», «Пташиний гай», «Мої міста», «Народжена в грудні», «Сад вічності», книга вибраного «Фрески».
Наталія Вікторівна є співавтором сценарію документальної стрічки «Соломія Крушельницька», що вийшла в прокат у 1994 році на кіностудії Укртелефільм.
Була членом Спілки письменників України.
Померла та похована у Львові.

## Окремі твори
- Давидовська Н.«Сад вічності» (поема-ілюстрація до циклу графічних робіт художника В. Слєпченка «Реквієм») // Збірка «Фрески» [Архівовано 23 червня 2015 у Wayback Machine.].
- Давидовська Н. Народжена у грудні: Вірші / Н. В. Давидовська. — Київ: Радянський письменник, 1990. — 76 с.

## Пам'ять
4 грудня 2016 року, в Музично-меморіальному музеї Соломії Крушельницької проведений музично-поетичний вечір «Народжена в грудні», присвячений пам'яті Наталії Давидовської.